# Station Forbach
Station Forbach is een spoorwegstation in de Franse gemeente Forbach.

## Treindienst
| Serie           | Treinsoort                         | Route                                                                                            | Bijzonderheden                                                  |
| --------------- | ---------------------------------- | ------------------------------------------------------------------------------------------------ | --------------------------------------------------------------- |
| TGV 9560 ICE 82 | TGV / InterCityExpress (SNCF / DB) | Paris Est – Forbach – Saarbrücken Hbf – Kaiserslautern Hbf – Mannheim Hbf – Frankfurt (Main) Hbf | Rijdt éénmaal per vier uur. Één trein per dag stopt in Forbach. |
| TER 23700       | TER (SNCF)                         | Metz-Ville – Rémilly – Faulquemont – Saint-Avold – Béning – Forbach                              |                                                                 |
| TER 88800 RE 18 | TER (SNCF)                         | Metz-Ville – Rémilly – Faulquemont – Saint-Avold – Béning – Forbach – Saarbrücken Hbf            |                                                                 |